# 杨志成
杨志成（英語：Ed Tse-chun Young，1931年11月28日—2023年9月30日），天津人，祖籍上海，美籍华人插画家。

## 生平
杨志成出生于天津，是著名结构工程专家杨宽麟的次子。3岁时移居上海，17岁时前往香港。1951年，杨志成赴美国留学。起先就读于伊利诺伊州立大学建筑系，后转入艺术中心设计学院。毕业后，他最初在纽约从事广告设计工作，后来成为了儿童插画师。他共著有八十余部作品，其中《狼婆婆》（Lon Po Po）曾于1990年获得美国童书最高奖项凯迪克奖金奖，另两部作品《皇帝与风筝》（The Emperor and the Kite）、《七只瞎老鼠》（Seven Blind Mice）则于1967年、1992年先后获凯迪克奖荣誉奖。杨最后一部作品是《我爷爷老丘》。

## 家庭
杨志成经历过三次婚姻，其中第二任妻子娜塔莎·戈尔基（Natasha Gorky）是著名现代画家阿希尔·戈尔基之女。第三任妻子杜美娜（Filomena Tuosto）则是一位意大利童书画家，他们有两位来自中国的养女。